# Musette (tas)

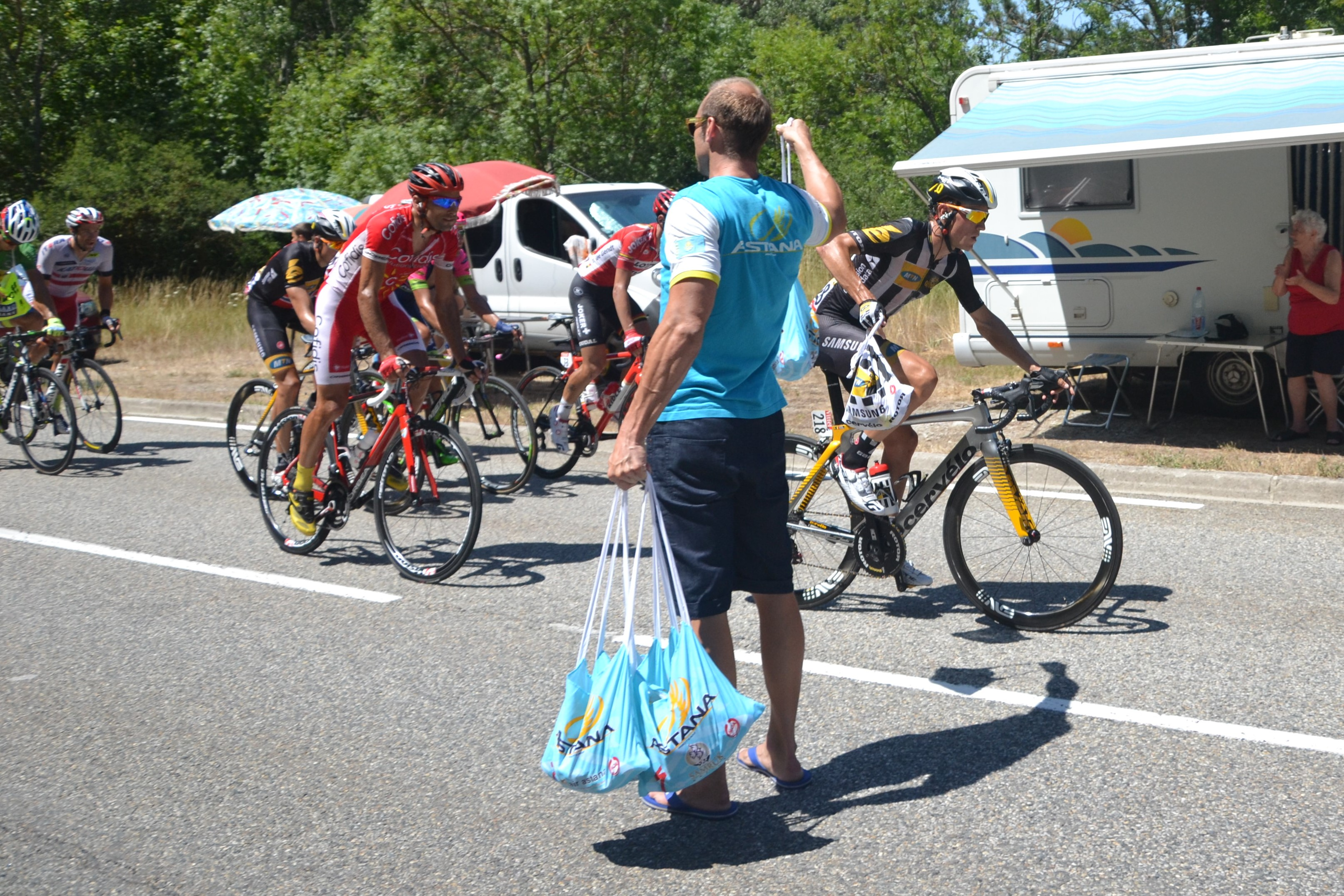
Musettes

Een musette is een tas, knapzak of ransel met een schouderriem, oorspronkelijk gemaakt uit stof of leder, die door een soldaat, zwerver of reiziger werd meegedragen.
In de 21e eeuw wordt de term voornamelijk gebruikt om de bevoorradingstas, die door een soigneur aan een wielrenner wordt aangereikt tijdens een wielerronde, aan te duiden.

## Trivia
- In de Belgische gemeente Boom is er een wielercafé met de naam De Mussette gevestigd.[1]